# جون ريتشارد هايد
جون ريتشارد هايد هو محامي وقاضي وسياسي كندي، ولد في 15 نوفمبر 1912 في مونتريال في كندا، وتوفي في 15 يوليو 2003 في كندا. حزبياً، نشط في حزب كيبيك الليبرالي. وقد انتخب عضو الجمعية الوطنية في كيبك ‏.